# 派翠克·弗魯格
派翠克·弗魯格（Patrick John Flueger，1983年10月20日—）是美國的一位演員。他最著名的作品是在影集4400中飾演主角Shawn Farrell。2013年，他開始加入影集芝加哥警署的演出。

## 外部連結
- 派翠克·弗魯格在互联网电影资料库（IMDb）上的資料（英文）
- PopGurls Interview: Patrick Flueger （页面存档备份，存于）